# Nazma Akther
Nazma Akther é uma política do Partido Jatiya (Ershad) que serve como membro do Parlamento de Bangladesh.

## Carreira
Akther foi eleita para o parlamento por um assento reservado como candidata do Partido Jatiya (Ershad) em 2019. Ela é Membro do Comité Permanente do Ministério das Relações Externas.